# Тан (напиток)

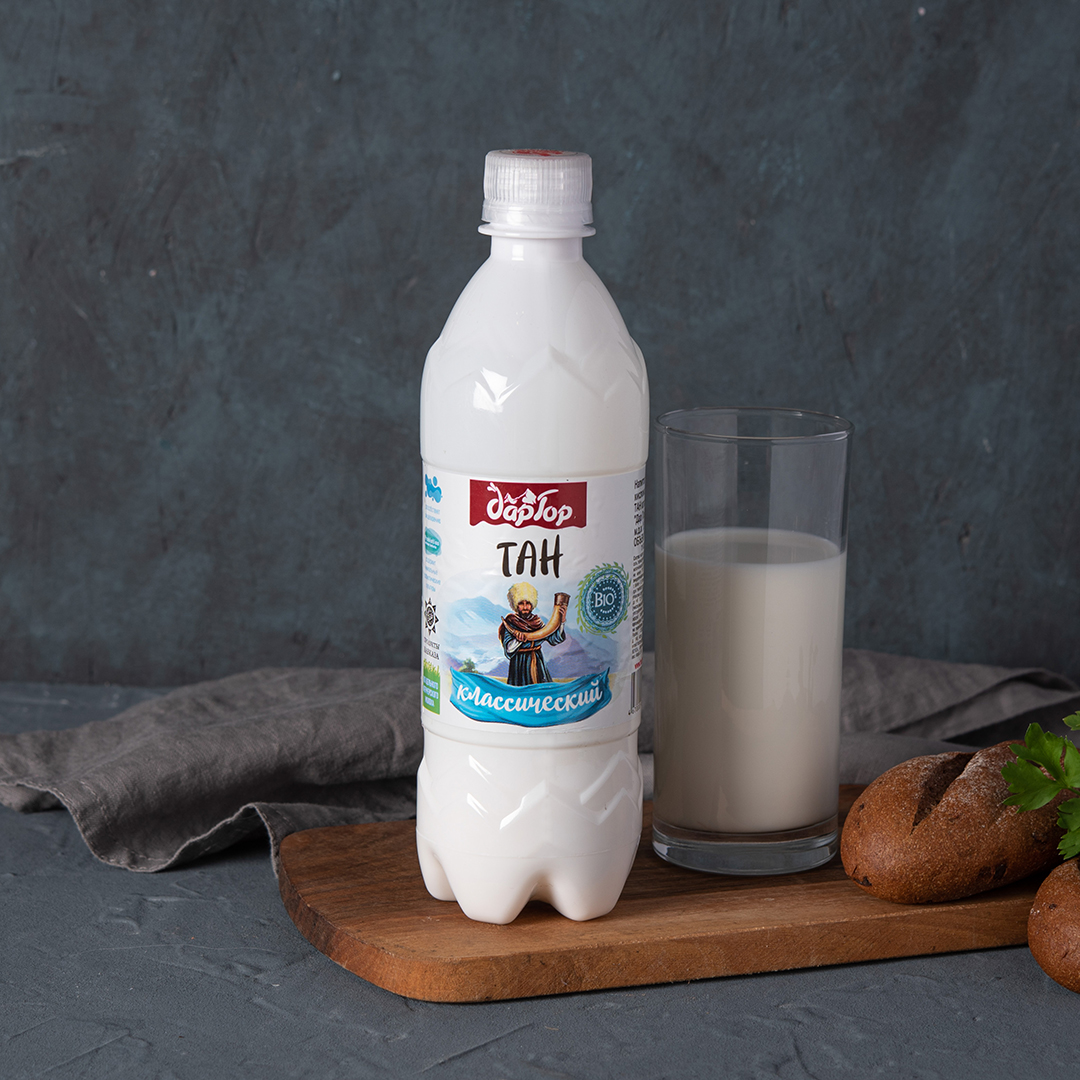
Тан классический

Тан (арм. Թան [тан] — «влажная пища», алб. Dhallë — «пахта», перс. دوغ‎ [дуг], араб. شنينة‎ [shinēna]) — кисломолочный напиток, приготовляемый из коровьего или козьего молока с добавлением закваски молочнокислых бактерий (болгарская палочка, термофильный стрептококк), молочных дрожжей, воды и поваренной соли.
Широко распространён у горных жителей Кавказа (где традиционно производится из мацони), у народов Балкан и Средней Азии.

## Этимология
Слово «тан» происходит из армянского языка и буквально означает «влажная пища». Позже слово «тан» перешло в диалектный вариант тац, что значит «мокрый».

## Промышленное производство
Промышленное производство тана началось в 90-х годах XX века. Сегодня в магазинах под наименованием «тан» часто продаются напитки, порой лишь отдалённо напоминающие оригинал и представляющие собой разбавленные водой произвольные кисломолочные напитки, которые, однако, хотя они и далеки от аутентичного вкуса, имеют много полезных свойств кисломолочных продуктов.

## Домашнее приготовление
Готовая закваска добавляется в коровье молоко, после чего доливается немного чистой воды и добавляется поваренная соль. По желанию в тан можно добавить и пряные травы — базилик или укроп. В Центральной Азии как сырьё для получения закваски используют также и верблюжье молоко.